# Acrocercops astiopa
Acrocercops astiopa är en fjärilsart som beskrevs av Edward Meyrick 1930. Acrocercops astiopa ingår i släktet Acrocercops och familjen styltmalar. Inga underarter finns listade i Catalogue of Life.